# Netsepoye hawesi
Netsepoye hawesi — викопний вид хрящових риб родини Belantseidae ряду Petalodontiformes. Вид існував у кам'яновугільному періоді, 326-318 млн років тому. Скам'янілі рештки риби знайдені у відкладеннях вапняку формації Ведмежа ущелина у штаті Монтана, США. Голотип CMNH 46092 являє собою частковий скелет (відсутня голова та хвостовий плавець). Голотип зберігається у Карнегіївському музеї природничої історії у місті Пітсбург. Риба мала широкі грудні плавці та високий спинний плавець.

## Назва
Назва Netsepoye є індіанським терміном, що означає "люди, що розмовляють однією мовою". Це самоназва племені чорноногих, бо рештки знайдені на території резервації племені.